# ورخة موترد
ورخة موترد (باللاتينية: Klasea mouterdei) نوع نباتي ينتمي إلى جنس الورخة من الفصيلة النجمية. سميت على اسم عالم النبات الفرنسي موترد.

## البيئة والانتشار
موطنها بلاد الشام.

## مرادفات للاسم العلمي
- (باللاتينية: Centauserratula mouterdei Arènes)